# Бурачок голоніжковий
Бурачо́к голоні́жковий (Alyssum gymnopodum) — вид трав'янистих квіткових рослин родини капустяних.

## Поширення
Вид є східнопричорноморським ендеміком. В Україні поширений у басейні Сіверського Дінця у Харківській, Донецькій та Луганській областях. За межами України росте на південному заході Росії у басейнах річок Дон та Волга.

## Збереження
Занесений до Європейського Червоного списку та Червоного списку МСОП, Червоної книги України, Червоних книг Ростовської та Ульяновської областей Росії.
Вид занесений до Червоної книги України зі статусом «Вразливий». Охороняється у відділенні «Крейдова флора» Українського степового заповідника, національному парку «Святі Гори», пам'ятці природи загальнодержавного значення «Балка Гірка», ботанічних заказниках місцевого значення «Верхньосамарський», «Крейдяна рослинність біля села Кірове» тощо.